# Neurotoma iridescens
Neurotoma iridescens is een vliesvleugelig insect uit de familie van de spinselbladwespen (Pamphiliidae). De wetenschappelijke naam van de soort is voor het eerst geldig gepubliceerd in 1882 door Ed. Andre.